# Brachyta amurensis
Brachyta amurensis là một loài bọ cánh cứng trong họ Cerambycidae.